# Lindy Remigino
Lindy John Remigino (New York, 1931. június 3. – 2018. július 11.) olimpiai bajnok amerikai futó.

## Pályafutása
Az 1952-es helsinki olimpián 100 méteres síkfutásban és 4 × 100 m versenyszámban olimpiai bajnok lett. A váltóban Dean Smith, Harrison Dillard és Andy Stanfield voltak a csapattársai.

## Sikerei, díjai
- Olimpiai játékok
  - aranyérmes (2): 1952, Helsinki (100 m és 4 × 100 m)